# 大正寺郵便局

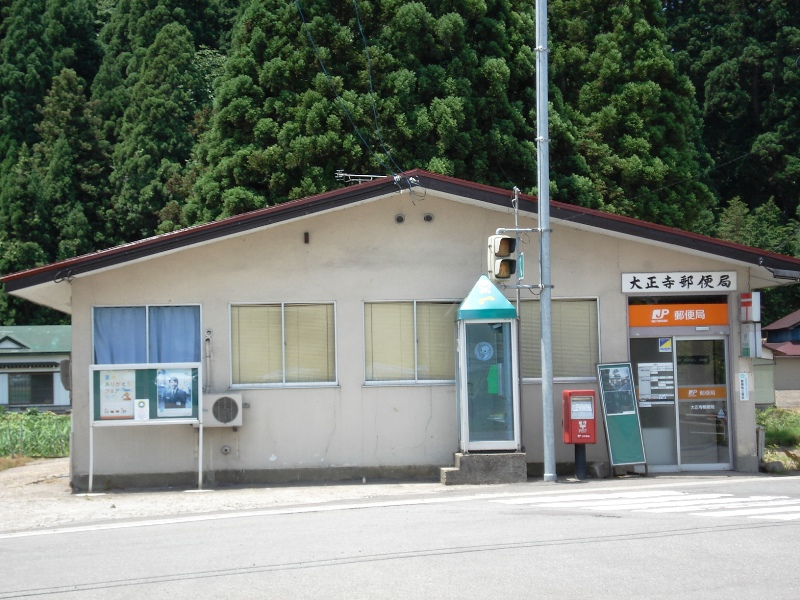
旧局舎（2009年8月21日撮影 現存せず）

大正寺郵便局（だいしょうじゆうびんきょく）は秋田県秋田市雄和新波にある郵便局。民営化前の分類では無集配特定郵便局であった。

## 概要
当地はかつて由利郡大正寺村だったため、大正寺村全域の集配業務は現在の由利本荘市にある新沢郵便局が担当していた。1894年（明治27年）3月に当局の前身となる新波郵便局が開設されたため、新沢郵便局から集配業務を移管。開設と同時に集配業務も開始した。
かつては郵便局名は「たいしょうじ」と読んでいたが、現在は旧村名の読みと同じ「だいしょうじ」となっている。秋田県ではこのような例として飯田川郵便局がある。

## 沿革
- 1894年（明治27年）3月16日 - 由利郡大正寺村大字新波に新波（あらは）郵便局（三等）として開設[1]。
- 1899年（明治32年）1月1日 - 貯金取扱を開始。同年11月1日より為替取扱を開始。
- 1900年（明治33年）7月1日 - 小包郵便取扱を開始[2]。
- 1911年（明治44年）10月11日 - 電信事務を開始[3]。
- 1920年（大正9年）4月1日 - 電話通話事務を開始[4]。同日、刈和野、神宮寺、大曲、角間川が市外通話区域となる[5]。
- 1927年（昭和2年）10月16日 - 特設電話加入申請受理を開始[6]。
- 1928年（昭和3年）5月11日 - 電話交換業務および電話加入者の託送電報取扱を開始[7]。
- 1937年（昭和12年）3月1日 - 大正寺郵便局に改称[8]。
- 1974年（昭和49年）6月12日 - 電話交換業務を秋田電報電話局に移管[9]。
- 2004年（平成16年）9月6日 - 雄和郵便局へ集配業務を移管[10]。郵便番号を「〒010-1399」から「〒010-1341」へ変更。
- 2005年（平成17年）1月11日  - 行政区画変更に伴い、住所が秋田市雄和新波字樋口41となる。
- 2007年（平成19年）10月1日 - 民営化。
- 2012年（平成24年）10月1日 - 日本郵便株式会社発足。
- 2014年（平成26年）10月14日 - 秋田市雄和新波字樋口41から、同市雄和新波字竹ノ花37-3に局舎を新築、移転[11]。

## 取扱内容
- 郵便、印紙、ゆうパック、国際郵便
- 貯金、為替、振替、振込、国債
- 生命保険、バイク自賠責保険、がん保険
- ゆうちょ銀行ATM

## 周辺
- 秋田県道9号秋田雄和本荘線
- 秋田県道10号本荘西仙北角館線
- 秋田市雄和市民サービスセンター 大正寺連絡所
- 秋田市雄和南体育館
- 国道341号
- 雄物川
- JA秋田なまはげライフサービス Aコープ大正寺

## アクセス
- 高尾ハイヤー 秋田市マイタウン・バス南部線雄和Aコースもしくは雄和Bコース 大正寺郵便局前停留所下車
- 秋田自動車道 協和ICから南西へ約11km
- 駐車場あり：4台